# Karl Theodor Uhrig
Karl Theodor Uhrig (* 14. Juni 1923 in Mannheim; † 7. Februar 2000 in Lahr) war ein deutscher Politiker (CDU).

## Ausbildung und Beruf
Karl Theodor Uhrig war Lehrer an den Handelslehranstalten in Lahr und leitete später das Integrierte berufliche Gymnasium, die Kaufmännische Berufsschule, das Berufskolleg und die Berufsfachschule in Lahr.

## Politische Tätigkeit
Uhrig war von 1956 bis 1970 stellvertretender Kreisvorsitzender der CDU. Von 1962 bis 1991 gehörte er dem Lahrer Gemeinderat an, von 1965 bis 1984 dem Kreistag des Landkreises Lahr beziehungsweise des Ortenaukreises. Von 1967 bis 1992 saß er im Landtag von Baden-Württemberg und vertrat dabei den Landtagswahlkreis Lahr. Dort war er Vorsitzender des kulturpolitischen Ausschusses und des Ausschusses für Schule, Jugend und Sport.

## Ehrungen und Auszeichnungen
1978 erhielt er das Verdienstkreuz 1. Klasse der Bundesrepublik Deutschland, 1983 das Große Verdienstkreuz, 1989 das Große Verdienstkreuz mit Stern und am 25. April 1992 die Verdienstmedaille des Landes Baden-Württemberg.